# Mass General Brigham
Mass General Brigham es una red de médicos y hospitales sin fines de lucro con sede en Boston, que incluye al Hospital Brigham and Women's (BWH) y al Hospital General de Massachusetts (MGH), dos de las instituciones de enseñanza más prestigiosas de los Estados Unidos. Fue fundada en 1994, con el doctor H. Richard Nesson, expresidente del Brigham and Women's Hospital como director general de Mass General Brigham y con Samuel O. Thier, expresidente del Massachusetts General Hospital como presidente. Según The Boston Globe, en 2008, el Mass General Brigham se convirtió en el "mayor empleador privado de Massachusetts y su mayor proveedor de atención médica, tratando a más de un tercio de los pacientes de hospitales en el área metropolitana de Boston".
El 28 de enero de 2019, el doctor Torchiana anunció inesperadamente su salida como director ejecutivo de Mass General Brigham a partir de finales de abril de 2019. Según  The Boston Globe , el motivo de la salida fueron los desacuerdos entre Torchiana y los directores de los dos principales hospitales que componen el Mass General Brigham.

## Historia
En 1994, el Hospital Brigham and Women's y el Hospital General de Massachusetts decidieron actuar conjuntamente, siendo los copresidentes fundadores de la asociación John H. McArthur y Ferdinand "Moose" Colloredo-Mansfeld. Jack Connors les sucedió como presidente en 1996.
En abril de 2017, el Tribunal de Distrito de los Estados Unidos para el Distrito de Massachusetts anunció que Partners HealthCare System y uno de sus hospitales, Brigham and Women's Hospital, acordaron pagar una multa de 10 millones de dólares para resolver las acusaciones de que un laboratorio de investigación de células madre obtuvo financiación federal de manera fraudulenta.

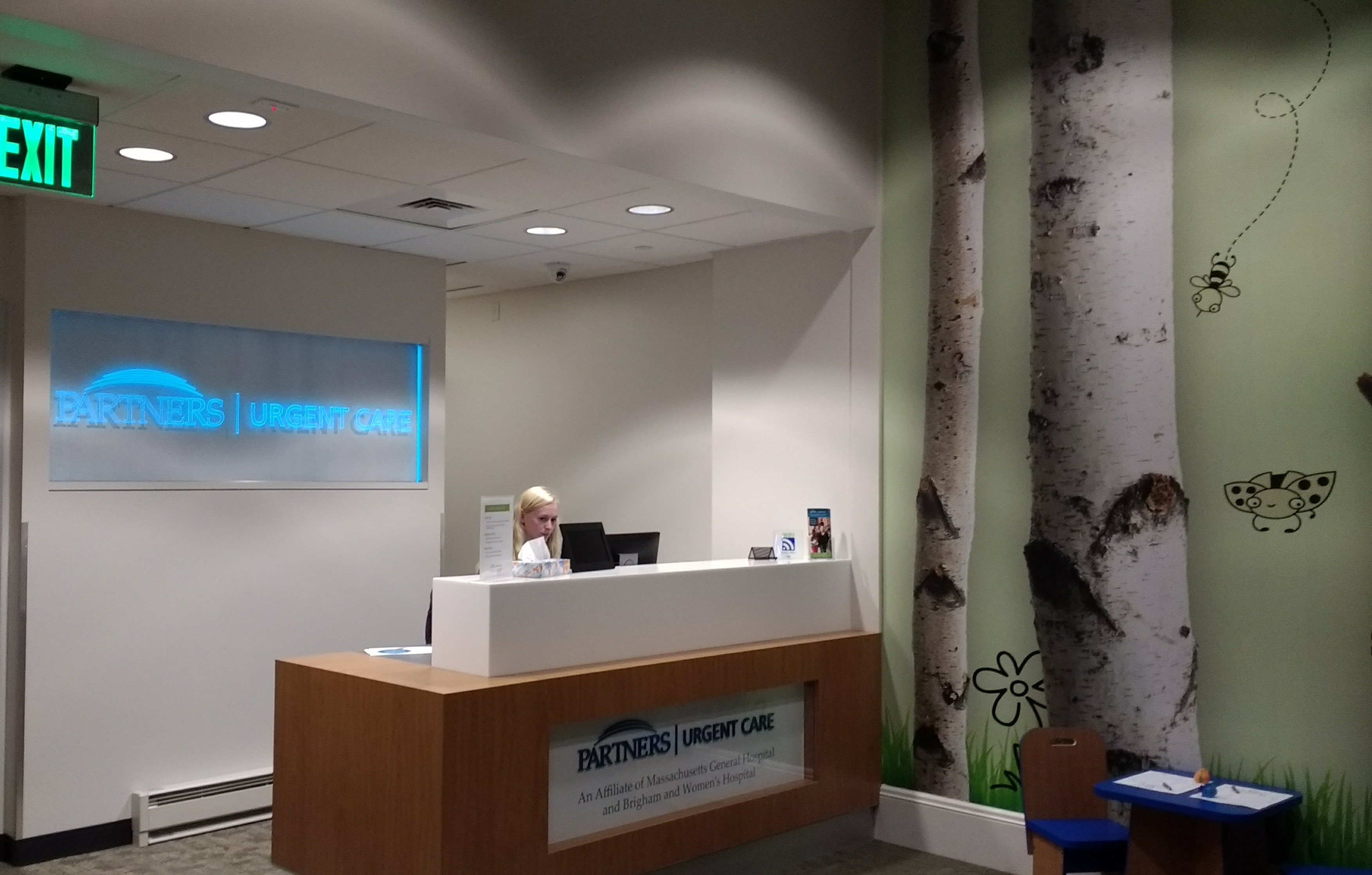
A Partners Urgent Care facility in Boston, Massachusetts.

En mayo de 2017, Partners anunció que recortaría más de 600 millones en gastos durante los tres años siguientes en un esfuerzo por controlar el incremento de los costos y ser más eficientes. La iniciativa de reducción de costos se denominó Partners 2.0, y buscaba reducir los costos en investigación, prestación de atención, recaudación de ingresos y cadena de suministro. El plan comenzará el 1 de octubre de 2017 y supuso la eliminación de puestos de trabajo. La compañía perdió 108 millones de dólares en 2016.
En febrero de 2018, Partners anunció que 100 procesadores de datos clínicos verían sus puestos de trabajo deslocalizados en la India en un movimiento de ahorro de costos, como parte del plan de tres años para reducir entre 500 y 800 millones de dólares en costos generales.
En febrero de 2018, el Consejo de Salud Pública del estado de Massachusetts firmó formalmente la adquisición del Massachusetts Eye and Ear. El acuerdo se formalizó el 1 de abril de 2018. En un aviso publicado el 2 de abril de 2018, el presidente de Eye and Ear, John Fernandez, anunció la finalización del acuerdo para que el MEE formase parte de la red de médicos y hospitales de Partners HealthCare.
El 19 de febrero de 2019, los socios nombraron a la Dra. Anne Klibanski, como su directora ejecutiva interina de la red hospitalaria, vigente a partir de abril de 2019.
En junio de 2019, Partners HealthCare anunció que el Dr. Klibanski, quien fue nombrado director ejecutivo interino en febrero, había sido nombrado presidente permanente y director ejecutivo de la compañía.
Durante la pandemia de SARS-CoV-2 de 2019-2020, Partners HealthCare, que declaró unos ingresos operativos de 484 millones de dólares (margen operativo del 3,5%) en el año fiscal 2019, rechazó el pago por condiciones de vida peligrosas a sus trabajadores de la salud a pesar de la falta de un equipo de protección personal adecuado.

### Cambio de marca
A finales de noviembre de 2019, Partners HealthCare tomó la decisión de cambiar el nombre de Mass General Brigham para reflexionar sobre los activos más conocidos de la organización, el Hospital General de Massachusetts y el Hospital Brigham and Women's, y unificar al empleador más grande de Massachusetts. El cambio de marca permitirá que Brigham and Women's y Massachusetts General mantengan los nombres de sus hospitales individuales, pero no está claro si sus diversos hospitales comunitarios tendrán un cambio de nombre.

## Composición
Los miembros actuales de Mass General Brigham incluyen:
- Health Partners (anteriormente Neighborhood Health Plan of Massachusetts)[19]
- Hospital Brigham and Women's
- Cooley Dickinson Hospital
- Brigham and Women's Faulkner Hospital
- Martha's Vineyard Hospital
- Hospital General de Massachusetts
- Massachusetts Eye and Ear[14]
- McLean Hospital
- MGH Institute of Health Professions
- Nantucket Cottage Hospital
- Newton-Wellesley Hospital
- North Shore Medical Center
- Partners Continuing Care
- Partners Community Physicians Organization (formerly Partners Community Healthcare Inc.)[20]
- Wentworth-Douglass Hospital

- Spaulding Rehabilitation Network